# 再構 (言語学)
言語学的再構（英: Linguistic reconstruction）は再建とも言い、文献に残っていない時代の言語や祖語を理論的に推定し、再構築（復元）することを指す。以下の二手法が存在する。
- 同一言語内の異形態を比較・分析して行われる再構を内的再構（英語: Internal reconstruction）という[1]。

- 子孫言語の間の比較によって行われる再構を比較再構（英語: Comparative reconstruction）、あるいは外的再構（英: External reconstruction）と言う[2]。この手法によって再構された言語はしばしば祖語と呼ばれる。印欧祖語やドラヴィダ祖語（英語版）などが一例である。

再構形にはアステリスク ⟨*⟩ を付ける。
再構はあくまで推定に過ぎない。例えばロマンス語の祖語はラテン語であるが、現代のロマンス語から祖語（俗ラテン語）を再建しても、実際のラテン語のごく一部しか明らかにできない。

## 手法
第一に、共通祖語から分岐したと推測される諸語はグループ化される際に一定の基準を満たす必要がある。この過程をサブグループ化と呼ぶ。このグループ化は言語学のみに基づくため、古文書や他の歴史的文献の解析が必要となる。しかしながら、言語学上の分類が常に文化・民族のそれと一致すると仮定してはいけない。基準のひとつとして、同グループの言語は通常共通する変化を示しているというものがある。すなわち、その言語群が歴史を通じて共通の変化を示していなければならない。さらに、同グループの言語には通常共通の保持（retention）が存在する。第一の基準と一見似ているが、これは変化ではなくむしろ不変の性質である。
他の学問と同様に、言語学は単純さを追求するため、再構における重要原理は、使用可能なデータから最低限の音素のみを構築するというものである。この原理は音素の音質を選択する際にも反映され、（データに対する）変化が最も少ないものが好まれる。
比較再構は多数派原理（Majority Principle）と最も自然な発展原理（Most Natural Development Principle）というふたつのやや一般的な原理を用いる。多数派原理はもし同根語に一定のパターン（例えば語中特定の位置での文字の繰り返し）が見られた場合、そのようなパターンは祖語から保持されたものだとする原理である。最も自然な発展原理は、通時的にみた時、言語変化には他のものよりもよく見られる変化があるというものである。以下の4つの重要な傾向がある。
1. 語末の母音は失われる。
2. 無声音、特に母音間のものは有声化する。
3. 閉鎖音は摩擦音になる。
4. 語末の子音は無声化する。

## 音再構
多数派原理は予測される語源、つまり同根語の語源となった祖語の最も可能性の高い発音を推測する際に適用される。最も自然な発展原理は、言語変化の一般的な傾向を示しており、そのような指標を探すことができる。一例として、スペイン語の cantar とフランス語の chanter を比較した場合、閉鎖音は通常摩擦音に変化することから、閉鎖音 [k] のある同根語のほうが摩擦音 [ʃ] を有する同根語より本来の発音に近いと考えられる。